# ラパトル
ラパトル(学名：Rapator)またはラパトールはオーストラリアから知られる獣脚類の属の一つ。メガラプトル類に含まれる。

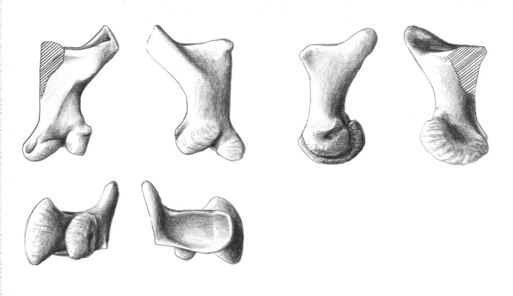
化石

## 発見と命名
化石は1909年以前にニューサウスウェールズ州のライトニングリッジで、オパールディーラーによって発見された。1932年、ドイツの古生物学者フリードリヒ・フォン・ヒューネによって、フルグロテリウム及びワルゲットスクスとともに記載された。標本はロンドン自然史博物館に収蔵されている。
属名は「略奪者」を意味するとされるが、von Hueneは語源を明らかにしていない。
Rapatorという言葉は古典ラテン語には存在せず、中世ラテン語では「違反者」の意味でごく稀に使用される。von Hueneはラテン語の「raptare（略奪するの意）」の影響を受けており 「略奪者」を示す言葉としてそのような言葉が存在すると誤解していたとする説があるほか、単にスペルミスであるとする説などがある。
種小名は「オルニトレステスに似た」を意味し、化石に見られる顕著な突起がオルニトレステスと共通していることから。

## 特徴

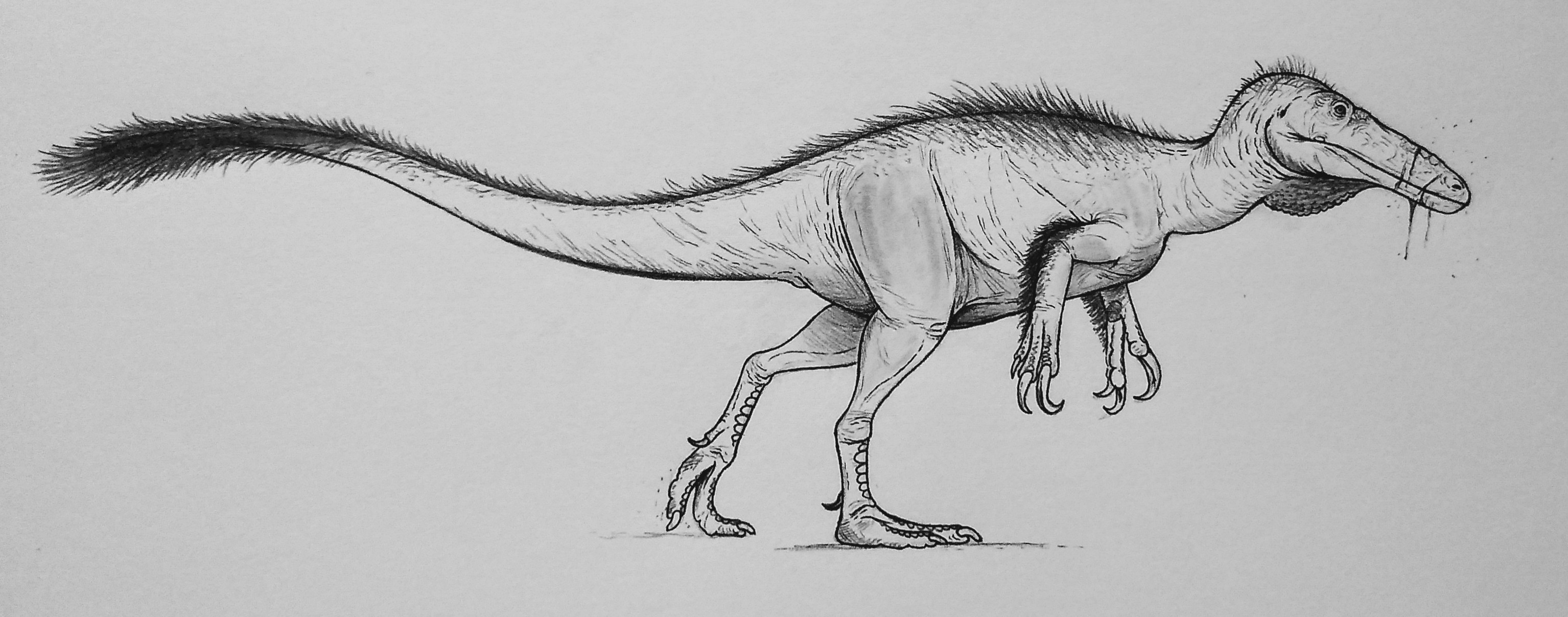
復元

1905年に発見されたオパール化した左腕の中手骨BMNH R3718のみが知られる。標本の長さは約7cm 。
全長は推定9m。

## 分類
記載当初、単に獣脚類の中手骨として報告された。
のちにアルヴァレズサウルス科やンクウェバサウルスのような基盤コエルロサウルス類の第二指の第一指骨との類似が指摘された。
2009年のアウストラロヴェナトルの記載はラパトルのより正確な系統解析に役立ったが、それと同時にラパトルの持つ不確実性も浮き彫りとなった。
2010年、Agnolinらはラパトルは極めて断片的で、アウストラロヴェナトルの指との差異も少ないためにラパトルとして知られる標本はアウストラロヴェナトルの可能性があるとみなした。
一方、Whiteらはラパトルとアウストラロヴェナトルの骨には差異があることを発見し、両者が別の恐竜であるという説の裏付けを行なった。また、ラパトルとアウストラロヴェナトルは年代的に1000万年の差があるため同一の存在である可能性は低いと指摘した。
ラパトルは同じくオーストラリアから知られる断片的な獣脚類であるワルゲットスクスと同じ恐竜であるとする説があるが、ワルゲットスクスは椎骨のみから知られているため比較を行うことは不可能である。